# Manuel Gaspar Soares da Silva

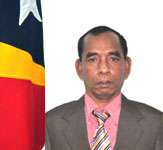
Manuel Gaspar Soares da Silva

Manuel Gaspar Soares da Silva (* 16. August 1959 in Uato-Lari, Portugiesisch-Timor) ist ein Politiker aus Osttimor. Er ist Mitglied der Partei FRETILIN.
Silva hat einen Bachelor der Erziehung inne. Früher war er als Lehrer tätig. 1975 wurde er Zeuge der Ermordung der Balibo Five durch die einmarschierenden indonesischen Truppen. Von 2012 bis 2017 war Silva Abgeordneter im Nationalparlament Osttimors und hier Mitglied der Kommission für Außenangelegenheiten, Verteidigung und Nationale Sicherheit (Kommission B). Bei den Wahlen 2017 wurde er nicht mehr auf der Wahlliste der FRETILIN aufgestellt.